# Charade and Other Top Themes
Charade and Other Top Themes è un album discografico di Ray Anthony, pubblicato dalla casa discografica Capitol Records nell'aprile del 1964.
In quest'album Ray Anthony esegue una selezione dei migliori temi di colonne sonore del periodo (1963).
Si parte da Charade, tema dell'omonimo film interpretato da Cary Grant e Audrey Hepburn.
The Song of Tom Jones, tratto dal film commedia inglese Tom Jones, ruolo cinematografico ricoperto da Albert Finney.
Theme from The Toys in the Attic e il tema guida del film diretto da George Roy Hill, in Italia uscì con il titolo La porta dei sogni.
Theme from The Cardinal è un brano firmato da Jerome Moross del film The Cardinal diretto da Otto Preminger.
The Stolen Hours è la canzone principale del film di produzione anglo-americano con la regia di Daniel Petrie.
Jose Olé è una sigla della serie televisiva umoristica The Bill Dana Show (trasmessa negli Stati Uniti dal 1963 al 1965) con Bill Dana e Jonathan Harris.
Theme from The Prize composizione del veterano Jerry Goldsmith è la colonna sonora del film famosissimo anche in Italia noto come Intrigo a Stoccolma interpretato da Paul Newman e Elke Sommer.
La sigla Theme from Mr. Novak della serie televisiva Mr. Novak fu familiare ai telespettatori statunitensi della NBC dal 1963 al 1965.
Henry Mancini compose la famosa Days of Wine and Roses per l'omonimo film di Blake Edwards.
Lilies of the Field è un altro brano di Jerry Goldsmith per il film interpretato (e grazie al quale vinse il premio Oscar) da Sidney Poitier I gigli del campo.
Theme from Taras Bulba composta da Franz Waxman fu la colonna sonora del film del 1962 Taras il magnifico (titolo originale: Taras Bulba) diretto da John Lee Thompson ed interpretato da Yul Brynner e Tony Curtis.
Chiude l'album il brano di Ray Anthony Theme for Trumpet.

## Tracce
Lato A
1. Charade – 2:37 (Henry Mancini) – Registrato il 26 novembre 1963 al Capitol Tower Studios di Hollywood, California
2. The Song of Tom Jones (tratto dallo spettacolo di Tony Richardson Tom Jones) – 2:32 (John Addison) – Registrato il 26 novembre 1963 al Capitol Tower Studios di Hollywood, California
3. Theme from The Toys in the Attic – 2:07 (George Duning) – Registrato il 23 luglio 1963 al Capitol Tower Studios di Hollywood, California
4. Theme from The Cardinal – 1:37 (Jerome Moross) – Registrato il 26 novembre 1963 al Capitol Tower Studios di Hollywood, California
5. The Stolen Hours – 2:17 (Mort Lindsey) – Registrato il 23 luglio 1963 al Capitol Tower Studios di Hollywood, California
6. José Olé (Theme from The Bill Dana Show) – 1:45 (Earle Hagen) – Registrato il 2 ottobre 1963 al Capitol Tower Studios di Hollywood, California

Lato B
1. Theme from The Prize – 2:29 (Jerry Goldsmith) – Registrato il 26 novembre 1963 al Capitol Tower Studios di Hollywood, California
2. Theme from Mr. Novak – 1:52 (Lyn Murray) – Registrato il 2 ottobre 1963 al Capitol Tower Studios di Hollywood, California
3. Days of Wine and Roses – 1:59 (Henry Mancini) – Registrato l'11 aprile 1963 al Capitol Tower Studios di Hollywood, California
4. Lilies of the Field – 1:56 (Jerry Goldsmith) – Registrato il 26 novembre 1963 al Capitol Tower Studios di Hollywood, California
5. Theme from Taras Bulba (The Wishing Star) – 2:40 (Franz Waxman)
6. Theme for Trumpet – 1:36 (Ray Anthony) – Registrato il 26 novembre 1963 al Capitol Tower Studios di Hollywood, California

## Musicisti
- Ray Anthony - tromba, conduttore orchestra
- Componenti orchestra sconosciuti

Note aggiuntive
- Bill Miller - produttore
- Registrazioni effettuate nel 1963 al Capitol Tower Studios di Hollywood, California